# Condado de Montgomery (Arkansas)
O Condado de Montgomery é um dos 75 condados do estado americano do Arkansas. A sede do condado é Mount Ida.
O condado possui uma área de 2 072 km² (dos quais 49 km² estão cobertos por água), uma população de 9 245 habitantes, e uma densidade populacional de 5 hab/km² (segundo o censo nacional de 2000).
O condado foi criado em 1846.